# Bert Scholten
Lambertus Marius Petrus (Bert) Scholten ('s-Gravenhage, 4 juni 1939 - Gouda, 29 november 2020) was een Nederlands politicus voor de SGP, journalist, theoloog en docent. Kerkelijk was Scholten lid van de Gereformeerde Gemeenten in Nederland.

## Biografie
Scholten studeerde van 1957 tot 1964 voor gereformeerd predikant aan de Vrije Universiteit Amsterdam, maar veranderde na het voltooien van zijn studie van kerkverband: hij ging van de Gereformeerde Kerken in Nederland over naar de Gereformeerde Gemeenten in Nederland.
Hij startte zijn carrière in de journalistiek. Van 1964 tot 1971 was hij werkzaam bij "De Rotterdammer", van 1971 tot 1982 was hij werkzaam als kerkelijk journalist voor het dagblad Trouw. In 1982 werd hij redacteur bij uitgeverij en drukkerij 'Van den Berg' te Zwijndrecht.
1 januari 1988 werd hij door het dagelijks bestuur van de Gereformeerde Bijbelstichting benoemd tot directeur van deze stichting, waar hij zelf ook bestuurslid was, terwijl hij enkel nog parttime ging werken bij uitgever Van den Berg en daar in 1994 mee stopte. Scholten was belast met zowel de financieel-economische als de theologisch-identitaire vormgeving van de stichting. Ook was hij nauw betrokken bij de samenwerking met de Engelse zusterorganisatie Trinitarian Bible Society. 22 december 2001 maakte de inmiddels 62-jarige Scholten bekend ook te stoppen met zijn leidinggevende functie bij de GBS, omdat hij de pensioneringsleeftijd bereikt had.

### Politiek
Scholtens politieke carrière startte in 1962, als bestuurslid van de Provinciale Vereniging SGP Zuid-Holland, waar hij na een jaar afscheid van nam, en van 1974 tot 1978 werd hij lid van de Rijnmondraad. Van 1977 tot 1982 maakte Scholten deel uit van het bestuur van de Landelijke Stichting tot Handhaving van de Staatkundig Gereformeerde Beginselen en tot 1997 was hij voorzitter van de Statenkringvereniging Gouda, een regionaal verband van 32 plaatselijke kiesverenigingen. In 1982 werd hij lid van de gemeenteraad van Capelle aan den IJssel, waar hij in 1990 afscheid van nam, terwijl hij ondertussen zitting nam in het hoofdbestuur van de SGP.
Scholten werd in 1986 op nummer vier van de kandidatenlijst voor de Tweede Kamerverkiezingen van de SGP gezet. Daarmee was hij eerste fractieopvolger en plaatsvervangend Tweede Kamerlid. Binnen de SGP verwierf hij grote bekendheid vanwege zijn vele functies die hij voor die partij bekleedde. Zo werd Scholten ook lid en later voorzitter van de SGP-commissie voor het Verkiezingsprogramma van de Tweede Kamerverkiezingen in 1988 en in 1991.

### (Inter)kerkelijke nevenfuncties
Naast dat Scholten diverse politieke functies bekleedde, bekleedde hij ook veel kerkelijke functies. In 1967 werd hij diaken-penningmeester, in 1975 diaken-scriba en in 1994 diaken-preses van de kerkenraad van de Gereformeerde Gemeenten in Nederland te Krimpen aan den IJssel.
In 1967 werd hij tevens columnist en scribent in De Wachter Sions, het kerkblad van de Gereformeerde Gemeenten in Nederland. Verder nam hij zitting in het Deputaat voor correspondentie met de Hogere Overheid en nam namens Classis West zitting het Deputaat artikel 39 Dordtse Kerkorde, wat gaat over de bestuurlijke bijstand van kleine(re) kerkenraden.
Scholten werd in 1981 benoemd tot vakdocent Bijbelse archeologie, Bijbelse oudheidkunde, kerkgeschiedenis, kerkrecht en filologie (Hebreeuws en Grieks) aan de predikantenopleiding van de Theologische School van de Ger. Gem. in Ned. In 1998 werd hij benoemd tot docent aan de identiteitscursus van de Vereniging ter Bevordering van het Schoolonderwijs op gereformeerde grondslag. Van deze vereniging was hij eerder al bestuurslid geweest.
Namens de Gereformeerde Gemeenten in Nederland werd Scholten verder adviseur van het bestuur van de Kontaktvereniging van Leerkrachten en Studenten op gereformeerde grondslag, en tevens bestuursadviseur van de reformatorische studieverenigingen "Depositum Custodi" en "Solidamentum". Ook was hij bestuurslid van de Nederlandse Stichting Mbuma-Zending, die de Free Presbyterian Church of Scotland steunen in het zendingswerk in Kenia en toen ook nog in Zimbabwe. Ook is Scholten bestuurslid geweest van de interkerkelijke Stichting Studie der Nadere Reformatie.

### Maatschappelijke nevenfuncties
Ook voor het maatschappelijke leven vervulde Scholten enkele functies: van 1962 tot 1963 was hij bestuurslid van Stichting 'Febe' voor werkers in de gezondheidszorg, vanaf 1967 lid van het bestuur van de Stichting Gezinsverzorging Nieuwerkerk aan den IJssel en tot 1975 was Scholten lid van het bestuur van de Stichting voor Maatschappelijke Dienstverlening Zuidplas. Van 1986 tot 2003 was hij lid van de Raad van Toezicht van verpleeghuis 'Salem' te Ridderkerk.

## Boeken
Scholten publiceerde enkele boeken, namelijk:
- 'Leven en leer van Dr. C. Steenblok' (1967, samen met dhr. J.H.R. Verboom)
- 'Nuttig tot lering',  ISBN 9789072186522 (2008)
- 'Onderzoekt de Schriften', ISBN 9789072186744 (2014)

## Privé
Scholten was gehuwd en woonde in 's-Gravenhage en Capelle aan den IJssel. De laatste jaren woonde bij "Huize Winterdijk" te Gouda, een woonzorgstichting die uitgaat van de Gereformeerde Gemeenten in Nederland, waar hij lid van was.